# František Nejedlý
František Nejedlý (2. července 1907 Libušín u Kladna – 8. února 1979) byl český fotbalový obránce a československý reprezentant.

## Sportovní kariéra
V lize hrál za SK Kladno (1925–1928, 1933–1935), SK Náchod (1930–1932), SK Židenice (1935–1938) a SK Baťa Zlín (1941–1942). Nastoupil ve 115 ligových utkáních a dal 10 gólů. Dvakrát startoval ve Středoevropském poháru. V československé reprezentaci odehrál roku 1934 jedno utkání (přátelský zápas s Francií).

### Ligová bilance
| Ročník          | Zápasy | Góly | Klub         |
| --------------- | ------ | ---- | ------------ |
| I. liga 1925/26 | 1      | 0    | SK Kladno    |
| I. liga 1927/28 | –      | 1    | SK Kladno    |
| I. liga 1930/31 | 14     | 0    | SK Náchod    |
| I. liga 1931/32 | –      | 1    | SK Náchod    |
| I. liga 1932/33 | –      | 0    | SK Náchod    |
| I. liga 1932/33 | –      | 0    | SK Kladno    |
| I. liga 1933/34 | –      | 4    | SK Kladno    |
| I. liga 1934/35 | –      | 4    | SK Kladno    |
| I. liga 1934/35 | 1      | 0    | SK Židenice  |
| I. liga 1935/36 | 4      | 0    | SK Židenice  |
| I. liga 1936/37 | 11     | 0    | SK Židenice  |
| I. liga 1937/38 | 1      | 0    | SK Židenice  |
| I. liga 1941/42 | 2      | 0    | SK Baťa Zlín |
| CELKEM I. LIGA  | 115    | 10   |              |